# Sanpai
Sanpai är en köping i sydöstra Kina. Den ligger i Liannan härad i staden Qingyuan i provinsen Guangdong, omkring 200 kilometer nordväst om provinshuvudstaden Guangzhou. Antalet invånare är 18 381. Befolkningen består av 9 258 kvinnor och 9 123 män. Barn under 15 år utgör 30 %, vuxna 15-64 år 61 %, och äldre över 65 år 7,0 %.